# Boleometra
Boleometra is een geslacht van haarsterren uit de familie Antedonidae.

## Soort
- Boleometra clio (A.H. Clark, 1907)